# Seven de Madrid 2024
El Seven de España 2024 fue el octavo y último torneo de la Serie Mundial de Rugby 7, temporada 2023-24, donde se disputó la Grand finale y también el ascenso para la temporada 2025. Se disputó en la ciudad de Madrid, del Reino de España, en la instalaciones del Estadio Metropolitano, en las modalidades femenina y masculina.
El torneo femenino fue ganado por  Australia, resultando segundo Francia y tercero Nueva Zelanda. El torneo masculino fue ganado por  Francia, resultando segundo Argentina y tercero Fiyi.
Clasificaron en mujeres Brasil, China, España y Japón. En varones clasificaron España, Estados Unidos, Kenia y Uruguay.

## Formato

### Grand finale
- La Grand finale será disputada por los ocho equipos con la mayor cantidad de puntos después de los primeros siete torneos, por el campeonato anual.
- Los ocho equipos clasificados se dividirán en dos grupos de cuatro con cabezas de serie basadas en su posición después del séptimo torneo. El Grupo A estará integrado por los equipos primero, cuarto, quinto y octavo mejor clasificados, mientras que el Grupo B estará integrado por el segundo, tercero, sexto y séptimo clasificados.
- El ganador de cada grupo jugará contra el segundo del otro grupo en las semifinales, y las posiciones del podio se decidirán mediante una final entre los dos ganadores de las semifinales y una final por el tercer puesto entre los dos semifinalistas perdedores.
- Los equipos que terminen tercero y cuarto en sus respectivos grupos competirán en los play-offs del quinto al octavo lugar.

### Ascenso o permanencia
- El ascenso o permanencia será disputado por los restantes cuatro equipos peor ubicados en la tabla general de la Serie Mundial al finalizar el séptimo torneo (Singapur), con los cuatro equipos mejor ubicados al finalizar las Series Challenger 2024.
- Terminada la etapa de grupos, los ocho equipos pasan a una etapa eliminatoria de una sola ronda, en la que el primero de la Zona A enfrenta al cuarto de la Zona B, el segundo de la Zona A al tercero de la Zona B, el tercero de la Zona A con el segundo de la Zona B y el cuarto de la Zona A ante el primero de la Zona B. Los cuatro equipos ganadores son los que ascienden directamente al Circuito Mundial 2025.[2]

### Reglas comunes
- En caso de empate en puntos, el primer diferenciador será la diferencia de tantos convertidos.

## Grand finale

### Competencia femenina
- Grupo A: Canadá (7),  Nueva Zelanda (6), Estados Unidos (6), Gran Bretaña (2).
- Grupo B: Australia (9), Francia (6), Irlanda (3), Fiyi (1).

Clasifican a semifinales los dos primeros de cada grupo.
|  | Semifinales      | Semifinales |    |        | Final         | Final |  |
|  |                  |             |    |        |               |       |  |
|  |                  |             |    |        |               |       |  |
|  |                  |             |    |        |               |       |  |
|  | A1 Canadá        | 17          |    |        |               |       |  |
|  | B2 Francia       | 19          |    |        |               |       |  |
|  |                  |             |    |        |               |       |  |
|  |                  |             |    |        |               |       |  |
|  |                  |             |    |        | Francia       | 7     |  |
|  |                  | Australia   | 26 |        |               |       |  |
|  |                  |             |    |        |               |       |  |
|  |                  |             |    |        |               |       |  |
|  |                  |             |    |        | Tercer lugar  |       |  |
|  |                  |             |    |        |               |       |  |
|  | B1 Australia     | 21          |    | Canadá | 14            |       |  |
|  | A2 Nueva Zelanda | 19          |    |        | Nueva Zelanda | 26    |  |

|  | Eliminatoria del 5º al 8º | Eliminatoria del 5º al 8º |    |      | Partido por el 5º lugar | Partido por el 5º lugar |  |
|  |                           |                           |    |      |                         |                         |  |
|  |                           |                           |    |      |                         |                         |  |
|  | A3 Estados Unidos         | 31                        |    |      |                         |                         |  |
|  | B4 Fiyi                   | 0                         |    |      |                         |                         |  |
|  |                           |                           |    |      |                         |                         |  |
|  |                           |                           |    |      |                         |                         |  |
|  |                           |                           |    |      | Estados Unidos          | 27                      |  |
|  |                           | Irlanda                   | 14 |      |                         |                         |  |
|  |                           |                           |    |      |                         |                         |  |
|  |                           |                           |    |      |                         |                         |  |
|  |                           |                           |    |      | Partido por el 7º lugar |                         |  |
|  |                           |                           |    |      |                         |                         |  |
|  | A4 Gran Bretaña           | 0                         |    | Fiyi | 42                      |                         |  |
|  | B3 Irlanda                | 20                        |    |      | Gran Bretaña            | 7                       |  |

### Competencia masculina
- Grupo A: Argentina (9), Francia (6), Australia (3), , Gran Bretaña (2).
- Grupo B: Fiyi (9),Nueva Zelanda (7), Irlanda (5), Sudáfrica (1).

Clasifican a semifinales los dos primeros de cada grupo.
|  | Semifinales      | Semifinales |    |               | Final        | Final |  |
|  |                  |             |    |               |              |       |  |
|  |                  |             |    |               |              |       |  |
|  |                  |             |    |               |              |       |  |
|  | A1 Argentina     | 21          |    |               |              |       |  |
|  | B2 Nueva Zelanda | 14          |    |               |              |       |  |
|  |                  |             |    |               |              |       |  |
|  |                  |             |    |               |              |       |  |
|  |                  |             |    |               | Argentina    | 5     |  |
|  |                  | Francia     | 19 |               |              |       |  |
|  |                  |             |    |               |              |       |  |
|  |                  |             |    |               |              |       |  |
|  |                  |             |    |               | Tercer lugar |       |  |
|  |                  |             |    |               |              |       |  |
|  | B1 Fiyi          | 14          |    | Nueva Zelanda | 10           |       |  |
|  | A2 Francia       | 21          |    |               | Fiyi\|       | 17    |  |

|  | Eliminatoria del 5º al 8º | Eliminatoria del 5º al 8º |    |           | Partido por el 5º lugar | Partido por el 5º lugar |  |
|  |                           |                           |    |           |                         |                         |  |
|  |                           |                           |    |           |                         |                         |  |
|  | A3 Australia              | 21                        |    |           |                         |                         |  |
|  | B4 Sudáfrica              | 24                        |    |           |                         |                         |  |
|  |                           |                           |    |           |                         |                         |  |
|  |                           |                           |    |           |                         |                         |  |
|  |                           |                           |    |           | Sudáfrica               | 7                       |  |
|  |                           | Irlanda                   | 12 |           |                         |                         |  |
|  |                           |                           |    |           |                         |                         |  |
|  |                           |                           |    |           |                         |                         |  |
|  |                           |                           |    |           | Partido por el 7º lugar |                         |  |
|  |                           |                           |    |           |                         |                         |  |
|  | A4 Gran Bretaña           | 14                        |    | Australia | 21                      |                         |  |
|  | B3 Irlanda                | 19                        |    |           | Gran Bretaña            | 0                       |  |

## Ascenso/permanencia

### Competencia femenina
- Grupo A: China (9),Japón (7), España (4),  Polonia (0).
- Grupo B: Brasil (9), Sudáfrica (6), Argentina (3), Bélgica (1).

|    | Equipo    | Res. | Clasificado |
| -- | --------- | ---- | ----------- |
|    |           |      |             |
| A1 | China     | 33   | China       |
| B4 | Bélgica   | 0    | China       |
|    |           |      |             |
| A2 | Japón     | 26   | Japón       |
| B3 | Argentina | 12   | Japón       |
|    |           |      |             |
| A3 | España    | 22   | España      |
| B2 | Sudáfrica | 0    | España      |
|    |           |      |             |
| A4 | Polonia   | 9    | Brasil      |
| B1 | Brasil    | 38   | Brasil      |

### Competencia masculina
- Grupo A: Estados Unidos (9), Uruguay (6), Alemania (3), Canadá (1).
- Grupo B: España (9), Kenia (7), Chile (3), Samoa (2).

|    | Equipo         | Res. | Clasificado    |
| -- | -------------- | ---- | -------------- |
|    |                |      |                |
| A1 | Estados Unidos | 40   | Estados Unidos |
| B4 | Samoa          | 19   | Estados Unidos |
|    |                |      |                |
| A2 | Uruguay        | 12   | Uruguay        |
| B3 | Chile          | 10   | Uruguay        |
|    |                |      |                |
| A3 | Alemania       | 15   | Kenia          |
| B2 | Kenia          | 33   | Kenia          |
|    |                |      |                |
| A4 | Canadá         | 14   | España         |
| B1 | España         | 22   | España         |